# Сяншэн

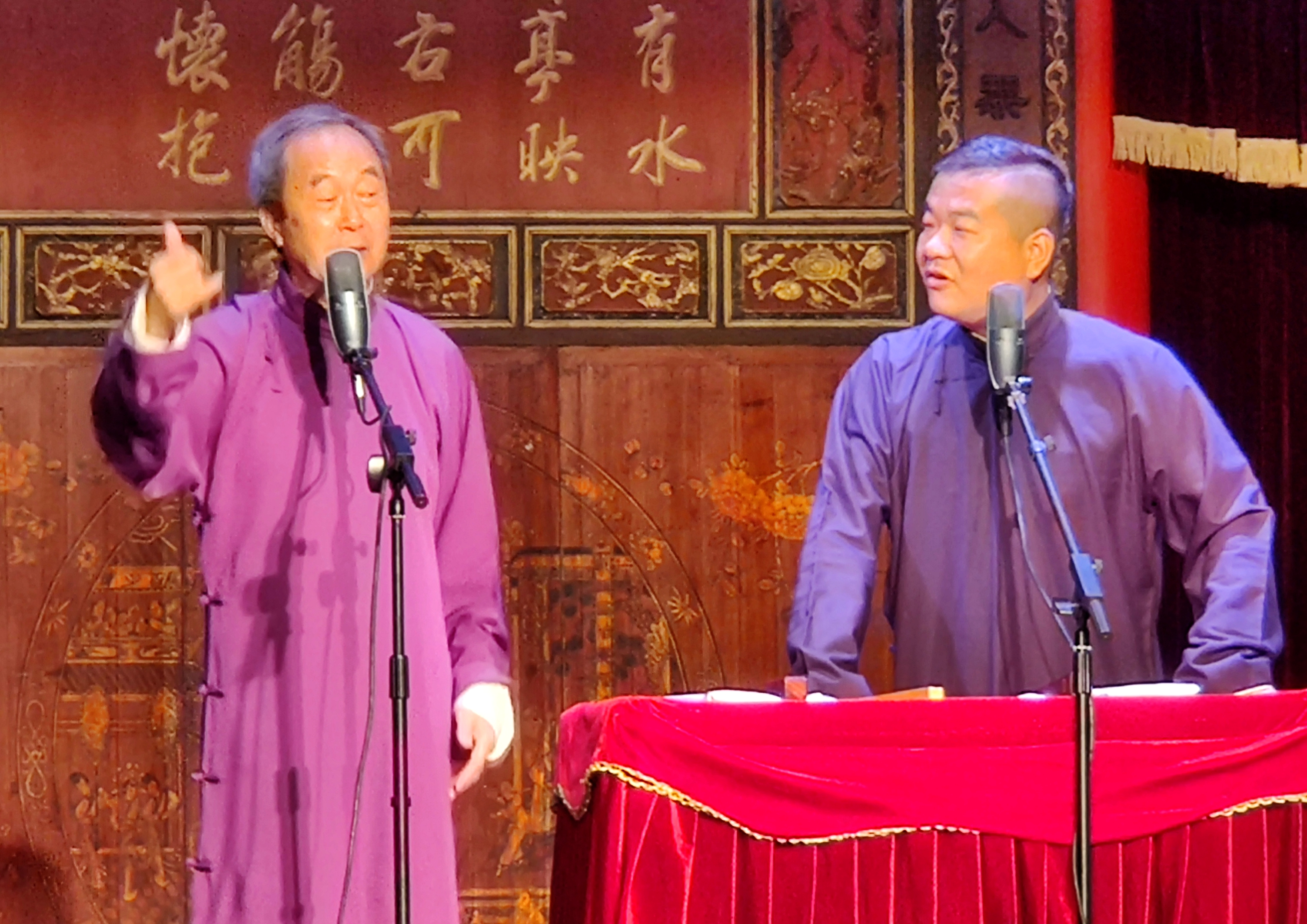
«Разное обучение пению» в исполнении двух актёров (2019)

Сяншэ́н (кит. трад. 相聲, упр. 相声, пиньинь xiàngsheng) — жанр традиционного китайского комедийного представления с преобладанием разговорных форм. Как правило, построен на диалоге двух артистов (zh:对口相声), однако встречается также монолог (zh:单口相声) или полилог (zh:群口相声). Сяншэн характеризуются обилием каламбуров и аллюзий и произносятся в быстром комедийном темпе. Сяншэн считается одним из наиболее значимых и популярных в Китае жанров исполнительского искусства. Обычно выступления происходят на тяньцзинском диалекте (городской диалект жителей Тяньцзиня) или на путунхуа с сильным северным акцентом.

## Формат
Современный сяншэн строится на четырёх элементах исполнительского мастерства: речь (說, шо), имитация (學, сюэ), передразнивание (逗, доу) и пение (唱, чан).

## История
Термин «сяншэн» первоначально просто обозначал имитацию чужой речи и поведения. В жанр самостоятельного искусства он вырос в эпоху империи Мин. Со времен империи Цин и до 20-х годов XX века сяншэн постепенно развивался в жанре комедийного монолога, а позднее в сяншэне начали преобладать диалоги двух или более артистов.
Самым ранним из известных артистов сяншэна считается Чжан Саньлу (張三祿), выступавший в середине XIX века.
После широкого распространения путунхуа (официального языка в Китае) с 1949 года популярность сяншэна возрастает по всей КНР. Сяншэн — неотъемлемая часть программы ежегодных шоу на CCTV и других популярных шоу в Китае.
Для привлечения молодёжной аудитории, китайские мультипликаторы создают мультипликационные версии различных номеров сяншэна с наложенным оригинальным звуком.

## Дашань
Одним из наиболее известных современных артистов в жанре сяншэн и единственным «западным» человеком, добившимся признания в этом жанре, считается канадец Марк Роузвелл, более известный под своим китайским именем Дашань (кит. 大山, буквальное значение — большая гора). Сравнительно неизвестный на Западе, Дашань является самым известным «западным» человеком в китайской медийной индустрии и, возможно, единственным некитайцем, абсолютно заслуженно получившим признание и популярность в одной из китайских традиционных областей деятельности. Дашань свободно изъясняется на стандартном китайском языке, а также владеет распространенным на юге Китая кантонским диалектом.